# Klarvattentjärnen (Edefors socken, Norrbotten, 735443-172160)
Klarvattentjärnen är en sjö i Bodens kommun i Norrbotten och ingår i Luleälvens huvudavrinningsområde.